# Dougoumato I
Ne doit pas être confondu avec Dougoumato II.
Dougoumato I est une localité située dans le département de Koumbia de la province du Tuy dans la région Hauts-Bassins au Burkina Faso.

## Géographie
Dougoumato I se trouve à 8 km au sud-ouest de Koumbia. Il est traversé par la route nationale 1.

## Éducation et santé
Le centre de soins le plus proche de Dougoumato I est le centre de santé et de promotion sociale (CSPS) de Dougoumato II tandis que le centre médical avec antenne chirurgicale (CMA) se trouve à Houndé.
Le village possède un centre permanent d'alphabétisation et de formation (CPAF) et une école primaire publique.